# رود آسا
رود آسا (به لاتین: Assa) یک رود است که در روسیه و گرجستان واقع شده‌است.